# Saison 3 de Loïs et Clark
Chronologie
Saison 2 de Loïs et Clark Saison 4 de Loïs et Clark
Cet article présente le guide des épisodes de la troisième saison de la série télévisée Loïs et Clark
Cette saison fut diffusée entre le 17 septembre 1995 et le 12 mai 1996 sur ABC aux États-Unis.
En France elle fut diffusée le mardi soir sur M6 au printemps 1996.

## Résumé de la saison
Après des mois de doutes, de soupçons et de jeux de dupes, Lois découvre enfin que Clark est Superman. Cette révélation bouleverse tout : sa confiance, ses émotions, leur avenir. Mais loin de les séparer, cette vérité les unit plus que jamais. Pour la première fois, plus de secrets les séparent… seulement des épreuves.
Alors qu’ils s’apprêtent à construire une vie ensemble, de nouvelles menaces émergent, souvent plus étranges et déstabilisantes : une Lois clonée prend sa place, des manipulations génétiques menacent la population, et des entités extraterrestres bouleversent les équilibres de la planète.
Clark, désormais épaulé à visage découvert par la femme qu’il aime, affronte ces dangers avec plus de force, mais aussi plus de vulnérabilité.
Leur relation est au cœur de cette saison : ils s’aiment, ils luttent, ils hésitent… mais ils avancent. Après de faux départs, d’enlèvements, de fausses cérémonies et de complications venues d’ailleurs, Lois et Clark finissent par se marier véritablement, dans une union attendue et symbolique.
Mais même une alliance scellée par l’amour ne met pas fin aux dangers. Le monde continue de tourner… et de menacer.

## Épisodes

### Épisode 1:Il faut qu'on se parle
- Titre original : We have a lot to talk about
- Numéro(s) : 44 (3-1)
- Diffusion(s) : 
  -  États-Unis : 17 septembre 1995 sur ABC
  -  France : 30 avril 1996 sur M6
- Invités :
- Résumé : Suite de la fin de la saison 2. Clark demande Loïs en mariage et elle lui répond "C'est une question de Clark ou de Superman ?"

Monsieur Church qui est à la tête de l'intergang décide de tout mettre en œuvre pour aider la population de Metropolis et ce en dépensant énormément d'argent, ce qui n'est pas du goût de sa nouvelle femme et de son fils...

### Épisode 2:Des gens ordinaires
- Titre original : Ordinary people
- Numéro(s) : 45 (3-2)
- Diffusion(s) : 
  -  États-Unis : 24 septembre 1995 sur ABC
  -  France : 30 avril 1996 sur M6
- Invités :
- Résumé : Loïs écrit un article sur un homme célèbre mais que personne n'a jamais vu : Spencer Spencer. Celui-ci l'appelle alors et elle lui dit le trouver répugnant. Il veut alors se venger d'elle et par la même occasion essayer de piéger Superman.

### Épisode 3:Contact
- Titre original : Contact
- Numéro(s) : 46 (3-3)
- Diffusion(s) : 
  -  États-Unis : 1er octobre 1995 sur ABC
  -  France : 7 mai 1996 sur M6
- Invités : Rochelle Swanson, Patrick Labyorteaux, Larry Hankin, Olivia Brown.
- Résumé : Informaticien génial, Bob Fences souffre de ne pas avoir obtenu la reconnaissance qu'il estime mériter dans le laboratoire de Métropolis où il travaille. Pour qu'enfin on s'intéresse à lui, il met au point une vengeance en plusieurs actes. Il commence par enlever Loïs Lane et lui fait croire qu'elle est détenue par des extraterrestres. Puis, il lui greffe un système de contrôle à distance qu'il est le seul à maîtriser, avant de la relâcher dans la ville. Son but ultime : réussir à attirer Superman dans un piège et prendre le dessus sur le justicier adulé par les foules...

### Épisode 4:Le masque des anciens
- Titre original : When Irish eyes are crying
- Numéro(s) : 47 (3-4)
- Diffusion(s) : 
  -  États-Unis : 15 octobre 1995 sur ABC
  -  France : 14 mai 1996 sur M6
- Invités : Ilana Levine, Julian Stone, Olivia Brown, Tom Todoroff.
- Résumé : Patrick Sullivan, l'ancien petit ami de Loïs, recherche une antique couronne irlandaise qui serait dotée de pouvoirs extraordinaires. Selon la légende, le prétendant à la couronne doit sacrifier la femme qu'il a le plus aimée...

### Épisode 5:L'arche de Noé
- Titre original : Just say Noah
- Numéro(s) : 48 (3-5)
- Diffusion(s) : 
  -  États-Unis : 22 octobre 1995 sur ABC
  -  France : 14 mai 1996 sur M6
- Invités : Mac Davis, Olivia Brown, Jennifer Hopper.
- Résumé : Un étrange fait divers attire l'attention de Loïs et Clark. Plusieurs couples sans histoires disparaissent de Métropolis après avoir été en contact avec un célèbre thérapeute et avoir assisté à ses séminaires de relaxation. Les deux journalistes décident de se faire passer pour d'heureux jeunes mariés afin de participer à l'un des séminaires du psychothérapeute et de mener à bien leur enquête. Horrifiés, ils découvrent que Larry Smiley est un véritable fanatique, désireux de fonder une nouvelle société avec les personnes qu'il a enlevées. Loïs et Clark vont tout faire pour l'empêcher de mener à bien son funeste projet...

### Épisode 6:Superman sonne toujours deux fois
- Titre original : Don't tug on Superman's cape
- Numéro(s) : 49 (3-6)
- Diffusion(s) : 
  -  États-Unis : 5 novembre 1995 sur ABC
  -  France : 14 mai 1996 sur M6
- Invités : Jonathan Frakes, Genie Francis
- Résumé : Tim et Amber Lake, un richissime couple de collectionneurs d'objets rares, décident de kidnapper Superman. Ils entrent en contact avec un criminel afin qu'il les aide à réaliser leur projet...

### Épisode 7:Ultra-Woman
- Titre original : Ultra-Woman
- Numéro(s) : 50 (3-7)
- Diffusion(s) : 
  -  États-Unis : 12 novembre 1995 sur ABC
  -  France : 21 mai 1996 sur M6
- Invités :
- Résumé : Deux sœurs tentent de se débarrasser de Superman grâce à une arme de leur invention qui contient de la kryptonite rouge. En l'utilisant contre Superman, celui-ci va perdre ses pouvoirs qui vont être transférés à Loïs.

### Épisode 8:Superman Papa...
- Titre original : Chip Off the old Clark
- Numéro(s) : 51 (3-8)
- Diffusion(s) : 
  -  États-Unis : 19 novembre 1995 sur ABC
  -  France : 21 mai 1996 sur M6
- Invités :
- Résumé : Une femme annonce qu'elle a eu un fils avec Superman. Clark nie les faits, Loïs essaye de faire de même jusqu'au moment où l'enfant soulève le sofa.

### Épisode 9:Superman contre les nazis
- Titre original : Super Mann
- Numéro(s) : 52 (3-9)
- Diffusion(s) : 
  -  États-Unis : 26 novembre 1995 sur ABC
  -  France : 28 mai 1996 sur M6
- Invités :
- Résumé : Un groupe de nazis veut prendre le contrôle des États-Unis et se débarrasser de Superman pour ne plus avoir d'obstacles.

### Épisode 10:Destruction virtuelle
- Titre original : Virtually Destroyed
- Numéro(s) : 53 (3-10)
- Diffusion(s) : 
  -  États-Unis : 10 décembre 1995 sur ABC
  -  France : 28 mai 1996 sur M6
- Invités :
- Résumé : Un jeune informaticien invite Loïs à tester son nouveau programme : une réalité virtuelle. Alors qu'elle est censée y aller seule, Clark l'accompagne et ils se rendent vite compte que quelque chose cloche. L'informaticien cherche à extirper des informations à Loïs.
- Unique apparition du fils illégitime de Lex Luthor, Jaxon Xavier, interprété par Andy Berman.

### Épisode 11:Vive la famille
- Titre original : Home is where the hurt is
- Numéro(s) : 54 (3-11)
- Diffusion(s) : 
  -  États-Unis : 17 décembre 1995 sur ABC
  -  France : 28 mai 1996 sur M6
- Invités :
- Résumé : C'est la période de Noël et Loïs, pas très famille, ne souhaite pas être avec sa famille. Cependant ses parents décident de venir la voir. Pendant ce temps, Mlle Church (qui avait plus tôt réussi à mettre son mari et son beau-fils en prison) veut prendre la tête de l'intergang.
- Cet épisode marque la fin de l'Intergang car Mindy Church devenue leader de l'Intergang, tuera les autres leaders parce qu'ils refuseront de travailler pour elle.
  - Dernière apparition de Mindy Church, interprétée par Jessica Collins (cependant son personnage survivra et sera une des rares méchants à échapper à la prison et à Superman).

### Épisode 12:La mère de la mariée
- Titre original : Never on sunday
- Numéro(s) : 55 (3-9)
- Diffusion(s) : 
  -  États-Unis : 7 janvier 1996 sur ABC
  -  France : 4 juin  1996 sur M6
- Invités :
- Résumé : La mère de Loïs veut organiser un grand mariage pour sa fille alors que Clark souhaite quelque chose de plus intime. Pendant ce temps un magicien cherche à se débarrasser de Clark grâce à ses dons.

### Épisode 13:Fils d'espion
- Titre original : The dad who came in from the cold
- Numéro(s) : 56 (3-13)
- Diffusion(s) : 
  -  États-Unis : 14 janvier 1996 sur ABC
  -  France : 11 juin 1996 sur M6
- Invités : James Read (Jack Olsen)
- Résumé : Le père de Jimmy, Jack, est lié à une bande d'une organisation secrète qui veut dominer le monde. Avec l'aide de Superman et Lois, Jimmy démontre qu'il est le fils d'un 007.

### Épisode 14:Dix secondes d'éternité
- Titre original : Tempus, anyone ?
- Numéro(s) : 57 (3-14)
- Diffusion(s) : 
  -  États-Unis : 21 janvier 1996 sur ABC
  -  France : 11 juin 1996 sur M6
- Invités : Emily Procter (Lana Lang), Lane Davies (Tempus), Hamilton Camp (HG Wells)
- Résumé : Tempus est de retour et décidé à se venger. Il va avec Loïs dans une dimension parallèle où Clark n'est pas du tout le même, ses parents sont décédés, il est fiancé à Lana et surtout il n'est pas Superman.

### Épisode 15:Vive les mariés!
- Titre original : I now pronounce you
- Numéro(s) : 58 (3-15)
- Diffusion(s) : 
  -  États-Unis : 11 février 1996 sur ABC
  -  France : 18 juin 1996 sur M6
- Invités : Tony Curtis (Dr MAMBA)
- Résumé : Le mariage entre Loïs et Clark approche. Loïs est persuadée que le destin est contre leur mariage. Mais qu'a à avoir le Dr MAMBA et le clonage avec le mariage prononcé de Lois et Clark?

### Épisode 16:Chassés-croisés
- Titre original : Double Jeopardy
- Numéro(s) : 59 (3-16)
- Diffusion(s) : 
  -  États-Unis : 18 février 1996 sur ABC
  -  France : 18 juin 1996 sur M6
- Invités : John Shea (Lex Luthor)
- Résumé : Lex Luthor est en vie et a enlevé Loïs en la remplaçant par un clone. Clark se rend compte que ce n'est pas Loïs mais entre-temps Loïs a un accident et perd la mémoire. Elle se prend alors pour l'héroïne du livre qu'elle a écrit.

### Épisode 17:Luthor, Wanda et le clone
- Titre original : Seconds
- Numéro(s) : 60 (3-17)
- Diffusion(s) : 
  -  États-Unis : 25 février 1996 sur ABC
  -  France : 26 juin 1996 sur M6
- Invités : John Shea (Lex Luthor)
- Résumé : Loïs pense être Wanda Detroit, l'héroïne du livre qu'elle a écrit 2 ans plus tôt. Cette héroïne déteste un certain Clark et est amoureuse d'un Kent. Lex profite de la situation pour se faire passer pour Kent, l'amour de Loïs dans son livre et il cherche à récupérer le clone de Loïs.
- Commentaires : Dernière apparition (physique) de John Shea. Dernière apparition du deuxième clone de Lois Lane.

### Épisode 18:Trou de mémoire
- Titre original : Forget me not
- Numéro(s) : 61 (3-18)
- Diffusion(s) : 
  -  États-Unis : 10 mars 1996 sur ABC
  -  France : 26 juin 1996 sur M6
- Invités :
- Résumé : Loïs a perdu la mémoire et est admise dans un hôpital afin de la retrouver. Son médecin conseille à Clark de ne pas dévoiler à Loïs qu'ils sont fiancés...

### Épisode 19:Un Œdipe catastrophe
- Titre original : Oedipus wrecks
- Numéro(s) : 62 (3-19)
- Diffusion(s) : 
  -  États-Unis : 24 mars 1996 sur ABC
  -  France : 2 juillet 1996 sur M6
- Invités :
- Résumé : Lois retrouve la mémoire...

### Épisode 20:Comme le monde est petit
- Titre original : It's a small world after all
- Numéro(s) : 63 (3-20)
- Diffusion(s) : 
  -  États-Unis : 28 avril 1996 sur ABC
  -  France : 2 juillet 1996 sur M6
- Invités :
- Résumé : Une ancienne "amie" du collège de Lois décide de se venger de tous les couples du lycée, qui ne lui accordaient pas l'importance à l'époque. Celle-ci possède une formule de shampoing qui rétrécit les gens. Clark était aussi une victime de ce shampoing. Sauf que Lois et Clark sont tellement enchaînés et forts ensemble qu'ils trouveront à eux deux le moyen de délivrer les autres lilliputiens, et attraper la petite "copine" du lycée

### Épisode 21:Épreuves de force
- Titre original : Through a glass, Darkly
- Numéro(s) : 64 (3-21)
- Diffusion(s) : 
  -  États-Unis : 5 mai 1996 sur ABC
  -  France : 9 juillet 1996 sur M6
- Invités :
- Résumé : Superman est mis à l'épreuve par deux Kryptoniens : un homme et une femme, volant et ayant les mêmes pouvoirs que Superman. Mais pourquoi l'homme donne l'impression de détester Superman, ou plutôt... Kal-El?

### Épisode 22:Ce n'est qu'un au revoir
- Titre original : Big girls don't fly
- Numéro(s) : 65 (3-22)
- Diffusion(s) : 
  -  États-Unis : 12 mai 1996 sur ABC
  -  France : 9 juillet 1996 sur M6
- Invités :
- Résumé : Kal-El (Superman) est déchiré par sa décision de quitter la terre pour aller avec Ching et Sarah pour sauver les siens, et laisser sa chère Lois sur Terre..